# بلیک لوئیز
بلیک کولین لوئیز (به انگلیسی: Blake Lewis)(زاده ۲۱ ژوئیه ۱۹۷۵) در واشینگتن خواننده و نوازنده آمریکایی و فینالیست ششمین دوره از سری مسابقات آمریکن آیدل است.
اولین آلبوم رسمی بلیک در چهارم نوامبر ۲۰۰۷ با نام A.D.D. (Audio Day Dream وارد بازار شد که تک‌آهنگ «Break Anotha» از این آلبوم مقام دهم را در بیلبورد ۲۰۰ بدست آورد و نزدیک به ۹۷٬۵۰۰ نسخه از آن به فروش رفت.
دومین تک‌آهنگ از این آلبوم «How Many Words» نام داشت که مقام هشتم را بهترین آهنگ‌های سبک دنس بدست آورد. دومین آلبوم بلیک Heartbreak on Vinyl نام داشت که در اکتبر ۲۰۰۹ به بازار عرضه شد. اولین تک‌آهنگ این آلبوم با نام «Sad Song» مقام دهم را در بهترین آهنگ‌های دنس بدست آورد. این آلبوم مقام ۱۳۵ را در پایان سال ۲۰۰۹ بدست آورد.

## آلبوم‌ها
- ۲۰۰۷: A.D.D. (Audio Day Dream
- ۲۰۰۹: Heartbreak on Vinyl